# Toporecké sedlo
Toporecké sedlo (802 m n. m.) je sedlo v hlavním hřebeni pohoří Spišská Magura mezi vrchy Javor (942,5 m n. m.) a Kamenianka (935,2 m n. m.). Na severním úpatí sedla pramení Lesnianský potok.
Sedlem vedla v minulosti cesta, po které pronikala kolonizace z Popradské kotliny do oblasti Zamaguří. V současnosti tudy vede silnice 3. třídy mezi obcemi Toporec a Veľká Lesná a také turistický chodník (modrá značka) z Magurského sedla do obce Vyšné Ružbachy.